# Odontoptilum
Odontoptilum is een geslacht van vlinders van de familie dikkopjes (Hesperiidae), uit de onderfamilie Pyrginae.

## Soorten
- O. angulata (Felder, 1862)
- O. leptogramma (Hewitson, 1868)
- O. pygela (Hewitson, 1868)